# Liparis inaperta
Liparis inaperta är en orkidéart som beskrevs av Achille Eugène Finet. Liparis inaperta ingår i släktet gulyxnen, och familjen orkidéer. Inga underarter finns listade i Catalogue of Life.